# Villaviciosa de Odón
Villaviciosa de Odón község Spanyolországban, Madrid tartományban. Villaviciosa de Odón Alcorcón, Móstoles, Navalcarnero, Sevilla la Nueva, Brunete, Villanueva de la Cañada és Boadilla del Monte községekkel határos. Lakosainak száma 29 273 fő (2024).

## Népesség
A település népessége az utóbbi években az alábbiak szerint változott:
| Lakosok száma | 20 832 | 23 173 | 25 709 | 26 475 | 26 708 | 26 911 | 27 504 | 27 835 | 28 152 | 29 273 |
|               | 2001   | 2004   | 2007   | 2009   | 2012   | 2014   | 2017   | 2019   | 2022   | 2024   |